# Komet Wilson-Hubbard
Komet Wilson-Hubbard ali C/1961 O1 (tudi komet Drakesen ali komet Portlock-Weinberg)  je dolgoperiodični komet, ki ga je prvi opazil 23. julija 1961 A. Steward Wilson. 

## Odkritje[2]
Komet je 23. julija 1961 prvi opazil (s prostim očesom) pilot firme Pan American na poletu od Honolula do Portlanda v Oregonu. Naslednji dan (24. julija), ga je opazil tudi študent opazovalec na Observatoriju McDonald v Teksasu.

## Značilnosti
Prisončje je prešel 17. julija 1961, ko je bil od Sonca oddaljen  0,040 a.e. Viden je bil tudi s prostim očesom na koncu julija in v začetku avgusta 1961.